# Carlo Bornate
Carlo Bornate (Gattinara, 1871 – Genova, 1959) è stato uno storico italiano.

## Biografia
Nacque a Gattinara, in provincia di Vercelli nel 1871. Fu professore di lettere a La Spezia ed a Genova.
Morì a Genova nel 1959 ed è sepolto presso il cimitero di Gattinara.
Nella sua vita di liberale crociano, come quasi tutti i dipendenti statali negli anni 1927/1932, per evitare trasferimenti nel meridione o altre punizioni, si decise a mettere la cimice all’ occhiello della giacca e a scrivere qualche frase di esaltazione patriottica ed elogiativa del Duce.

## Opere
Oltre a molte altre pubblicazioni vanno ricordate:
- Historia vite et gestorum per Dominum Magnum Cancellarium Mercurino Arborio Gattinara, Miscellanea di Storia Italiana, serie III, t. XVII, pp. 231-587. Torino, 1915.
- Cenni su la vita di Mercurino Arborio Gattinara gran cancelliere di Carlo V, in occasione della traslazione delle spoglie, Vercelli, 1899.
- Ricerche intorno alla vita di Mercurino Gattinara Gran Cancelliere di Carlo V, Novara Tipografia fratelli Miglio, 1899
- La politica italiana del Gran Cancelliere di Carlo V (Mercurino Arborio da Gattinara), in Bollettino Storico per la Provincia di Novara, n. 4, Novara, 1930,  pp. 389-414.
- Genova e Corsica alla fine del medioevo, Istituto per gli studi di politica internazionale. Milano, 1940
- Geografia generale, Edizioni Dante Alighieri, 1938
- L’insurrezione di Genova nel marzo del 1821, Tipografia Artigianelli, 1923.
- La guerra di Pietrasanta (1484-85), secondo i documenti dell’archivio genovese, Fratelli Bocca Librai, 1922
- Il furto del Santo Sudario nel 1507, Tipografia Carlini, 1915.
- Vercellesi in Corsica al servizio del Banco di S. Giorgio, Industrie grafiche A. Nicola
- L’apogeo della Casa di Asburgo e l’opera politica di un Gran Cancelliere di Carlo V, Mercurino di Gattinara, Edizioni Dante Alighieri, Albrighi, Segati & c. 1919.
- Il mondo, Società Anonima Dante Alighieri, 1934